# ThinkPad 235
ThinkPad 235（しんくぱっど-）は、IBMのノートパソコン。ThinkPadブランドのシリーズの中の一つ。

## 特徴
- 仕事や家でのメイン使用ではない、自分が楽しむ為といった嗜好性が主体のサブノートパソコンとして創成期を代表するノートパソコン。
- 1998年7月25日発売。
- リコーとIBMとの共同出資による会社であるライオス・システムが開発した、いわゆるチャンドラ2のIBM版である。前モデルのチャンドラはThinkPad 535シリーズとの競合等の理由でThinkPadとして発売されることはなかったが、本モデルはライオス・システムやそのOEM先としてのフロンティア神代 (RT166mini)、日立 (FLORA Prius note 210)、エプソンダイレクト (Endeavor TK-300) や日本オフィス・システム (NP-40N) からの先行発売が好評だったこと等を受け、IBMからもThinkPad 235として発売されるに至った。
- 小型機でありながら、多彩なインターフェースを備え拡張性に富んでいること、内蔵電池としてビデオ用のリチウム電池が利用できる等汎用性が高いことから高い人気を得、長期にわたって使い続ける熱烈なユーザーを獲得した。現在[いつ?]もインターネットオークション・秋葉原などの中古市場で人気が高く、すぐ品切れになるほど。ThinkPad 235 (型番2607-20J) が最終形態であり、入手するのはきわめて困難な機体。なお型番2607-10Jは最終形態ではない。
- 開発の逸話の多さや、消費者からの人気、開発者側のやりすぎた感のあるほどの作りこみ様から「幻のサブノート」の異名がある。
- ThinkPad 240シリーズは、本機の後継機にあたる。

## 仕様
- サイズ 235.2(W)×173.2(D)×33.7(H) mm、重量 1.25kg。
- B5サイズ1スピンドル、9.2インチ液晶画面のリアルモバイルノートパソコンである。フロッピーディスクドライブ（付属品）はパラレルポート接続による外付けとなっており、外付けCD-ROMドライブはオプションである。
- シリアルポート、パラレルポート、外部ディスプレイ端子、マイク入力、ヘッドホン／スピーカー出力、マウス／キーボード共用ポート、USBポート、赤外線ポート、3つのPCカードスロットと、豊富なインターフェースを備える。なおチャンドラは本チャンドラ2と違い、USBの代わりに独自のフロッピーディスクドライブソケットを持っていた。
- 当時としては珍しい日本語BIOSで一部は起動中にも設定変更が可能。またPCカードスロットに挿したコンパクトフラッシュメモリなどが起動デバイスとして指定可能。これは今日でもUSBスティックメモリによる起動が出来ない機種が多く、利便性という意味では今日なお意味を持つ。
- 2607-10JにはMMX Pentium 233MHzが、2607-20JにはMMX Pentium 266MHzのCPUが搭載されている。

また、2607-20Jは330MHzまでクロックアップ出来たという情報もある。